# Liste de films français sortis dans les années 1990
Voici les films les plus notables du cinéma français sortis dans les années 1990. Certains peuvent déjà être considérés comme ayant marqué l'histoire du cinéma français. 

## 1990
- Le Château de ma mère d’Yves Robert, avec Philippe Caubère, Nathalie Roussel, Julien Ciamaca, Thérèse Liotard
- Cyrano de Bergerac de Jean-Paul Rappeneau, avec Gérard Depardieu, Anne Brochet, Vincent Perez, Jacques Weber
- Daddy nostalgie de Bertrand Tavernier, avec Jane Birkin, Dirk Bogarde, Odette Laure, Charlotte Kady
- La Désenchantée de Benoît Jacquot, avec Judith Godrèche, Marcel Bozonnet, Ivan Desny, Thérèse Liotard
- Docteur M de Claude Chabrol, avec Alan Bates, Jennifer Beals, Jan Niklas, Hanns Zischler, Benoît Régent
- La Fille des collines de Robin Davis, avec Nathalie Cardone, Florent Pagny, Tchéky Karyo, Jean-Pierre Sentier
- La Gloire de mon père d’Yves Robert, avec Philippe Caubère, Nathalie Roussel, Julien Ciamaca, Thérèse Liotard
- Il gèle en enfer de Jean-Pierre Mocky, avec Jean-Pierre Mocky, Lauren Grandt, Anne Zamberlan, Marjorie Godin
- Jours tranquilles à Clichy de Claude Chabrol, avec Andrew McCarthy, Nigel Havers, Barbara De Rossi, Stéphanie Cotta
- Le Mari de la coiffeuse de Patrice Leconte, avec Anna Galiena, Jean Rochefort, Roland Bertin, Yveline Ailhaud
- Milou en mai de Louis Malle, avec Michel Piccoli, Paulette Dubost, Miou-Miou, Michel Duchaussoy, Bruno Carette
- Nikita de Luc Besson, avec Anne Parillaud, Jean-Hugues Anglade, Tchéky Karyo, Jeanne Moreau
- Nouvelle Vague de Jean-Luc Godard, avec Alain Delon, Domiziana Giordano, Jacques Dacqmine, Laurence Côte
- Nuit d'été en ville de Michel Deville, avec Jean-Hugues Anglade, Marie Trintignant
- Présumé dangereux de Georges Lautner, avec Michael Brandon, Sophie Duez, Francis Perrin, Robert Mitchum, Marie Laforêt
- Le Petit Criminel de Jacques Doillon, avec Richard Anconina, Gérald Thomassin, Clotilde Courau, Jocelyne Perhirin
- Tatie Danielle d'Étienne Chatiliez, avec Tsilla Chelton, Catherine Jacob, Éric Prat, Laurence Février, Isabelle Nanty
- Uranus de Claude Berri, avec Gérard Depardieu, Jean-Pierre Marielle, Philippe Noiret, Danièle Lebrun
- La Vengeance d'une femme de Jacques Doillon, avec Isabelle Huppert, Béatrice Dalle, Jean-Louis Murat, Laurence Côte

## 1991
- Atlantis de Luc Besson
- Aux yeux du monde de Éric Rochant, avec Yvan Attal, Kristin Scott Thomas, Charlotte Gainsbourg, Marc Berman
- Les Amants du Pont-Neuf de Leos Carax, avec Juliette Binoche, Denis Lavant, Klaus Michael Grüber, Jean-Louis Airola
- La Belle Noiseuse de Jacques Rivette, avec Michel Piccoli, Jane Birkin, Emmanuelle Béart, Marianne Denicourt
- Dieu vomit les tièdes de Robert Guédiguian, avec Jean-Pierre Darroussin, Ariane Ascaride, Pierre Banderet, Gérard Meylan
- Jalousie de Kathleen Fonmarty avec Lio, Christian Vadim, Sylvie Loeillet, Véronique Delbourg, Odette Laure [1]
- J'embrasse pas de André Téchiné, avec Philippe Noiret, Emmanuelle Béart, Manuel Blanc, Hélène Vincent
- Ma vie est un enfer de Josiane Balasko, avec Daniel Auteuil, Josiane Balasko, Richard Berry, Michael Lonsdale
- Madame Bovary de Claude Chabrol, avec Isabelle Huppert, Christophe Malavoy, Jean-François Balmer, Lucas Belvaux
- Mayrig de Henri Verneuil, avec Claudia Cardinale, Omar Sharif, Nathalie Roussel, Serge Avédikian, la voix de Richard Berry
- Merci la vie de Bertrand Blier, avec Charlotte Gainsbourg, Anouk Grinberg, Michel Blanc, Jean Carmet, Annie Girardot
- Mocky Story de Jean-Pierre Mocky, avec Mocky, Jean Abeillé, Gérard Hoffmann, Patrice Laffont, Jean-Paul Bonnaire
- Mon père, ce héros de Gérard Lauzier, avec Gérard Depardieu, Marie Gillain, Patrick Mille, Catherine Jacob
- Nord de Xavier Beauvois, avec Xavier Beauvois, Bulle Ogier, Bernard Verley, Jean Douchet
- L'Opération Corned Beef de Jean-Marie Poiré, avec Jean Reno, Christian Clavier, Valérie Lemercier, Isabelle Renauld
- Sale comme un ange de Catherine Breillat, avec Claude Brasseur, Lio, Nils Tavernier, Roland Amstutz, Claude-Jean Philippe
- La Totale ! de Claude Zidi, avec Thierry Lhermitte, Miou-Miou, Eddy Mitchell, Michel Boujenah, Jean Benguigui
- Tous les matins du monde d'Alain Corneau, avec Jean-Pierre Marielle, Gérard Depardieu, Anne Brochet, Guillaume Depardieu
- Triplex de Georges Lautner, avec Patrick Chesnais, Cécile Pallas, François-Éric Gendron, Sophie Carle
- Une époque formidable… de Gérard Jugnot, avec Gérard Jugnot, Richard Bohringer, Victoria Abril, Ticky Holgado
- Van Gogh de Maurice Pialat, avec Jacques Dutronc, Alexandra London, Bernard Le Coq, Gérard Séty
- La Vie des morts de Arnaud Desplechin, avec Thibault de Montalembert, Roch Leibovichi, Marianne Denicourt, Grégori Baquet

## 1992
- 588, rue Paradis de Henri Verneuil, avec Richard Berry, Claudia Cardinale, Omar Sharif, Diane Bellego
- L'Accompagnatrice de Claude Miller, avec Richard Bohringer, Elena Safonova, Romane Bohringer, Samuel Labarthe
- L’Amant de Jean-Jacques Annaud, avec Tony Leung Ka-fai, Jane March, Melvil Poupaud, Frédérique Meininger
- Amoureuse de Jacques Doillon, avec Charlotte Gainsbourg, Yvan Attal, Thomas Langmann, Stéphanie Cotta
- Betty de Claude Chabrol, avec Marie Trintignant, Stéphane Audran, Jean-François Garreaud, Pierre Vernier
- Le Cahier volé de Christine Lipinska, avec Élodie Bouchez, Edwige Navarro, Benoît Magimel, Marie Rivière
- Les Eaux dormantes de Jacques Tréfouël, avec Philippe Caroit, Ludmila Mikaël, Danièle Delorme, Jacques Perrin
- Les Enfants du naufrageur de Jérôme Folon avec Brigitte Fossey, Jacques Dufilho, Michel Robin et Jean Marais
- Fatale de Louis Malle, avec Jeremy Irons, Juliette Binoche, Miranda Richardson, Rupert Graves
- L'Inconnu dans la maison de Georges Lautner, avec Jean-Paul Belmondo, Renée Faure, Cristiana Réali, François Perrot
- L.627 de Bertrand Tavernier, avec Didier Bezace, Jean-Paul Comart, Charlotte Kady, Jean-Roger Milo
- Lunes de fiel de Roman Polanski,a vec Hugh Grant, Kristin Scott Thomas, Emmanuelle Seigner, Peter Coyote
- Les Nuits fauves de Cyril Collard, avec Cyril Collard, Romane Bohringer, Claude Winter, Carlos López
- La Nuit de l'océan de Antoine Perset, avec Pierre-Loup Rajot, Jeanne Moreau, Assumpta Serna, Wadeck Stanczak
- Le Petit Prince a dit de Christine Pascal, avec Marie Kleiber, Anémone, Richard Berry, Marie Kleiber
- Riens du tout de Cédric Klapisch, avec Fabrice Luchini, Daniel Berlioux, Marc Berman, Antoine Chappey
- Room service de Georges Lautner, avec Michel Serrault, Michel Galabru,  Daniel Prévost, Jacques Jouanneau
- La Sentinelle de Arnaud Desplechin, avec Emmanuel Salinger, Thibault de Montalembert , Bruno Todeschini, Marianne Denicourt
- Tableau d'honneur de Charles Nemes, avec Guillaume de Tonquédec, Claude Jade, Philippe Khorsand, François Berléand, Cécile Pallas
- Toutes peines confondues de Michel Deville, avec: Patrick Bruel, Jacques Dutronc, Mathilda May, Benoît Magimel
- Un cœur en hiver de Claude Sautet, avec Daniel Auteuil, Emmanuelle Béart, André Dussollier, Élizabeth Bourgine
- Ville à vendre de Jean-Pierre Mocky, avec Tom Novembre, Michel Serrault, Richard Bohringer, Féodor Atkine

## 1993
- L'Arbre, le Maire et la Médiathèque de Éric Rohmer, avec Pascal Greggory, Fabrice Luchini, Arielle Dombasle, Clémentine Amouroux
- L'argent fait le bonheur de Robert Guédiguian, avec Ariane Ascaride, Jean-Pierre Darroussin, Pierre Banderet, Danièle Lebrun
- Les Derniers Jours d'Emmanuel Kant de Philippe Collin avec David Warrilow, Christian Rist, André Wilms, Roland Amstutz
- Germinal de Claude Berri, avec Renaud, Miou-Miou, Gérard Depardieu, Judith Henry, Jean Carmet
- Hélas pour moi de Jean-Luc Godard, avec Gérard Depardieu, Laurence Masliah, Jean-Louis Loca, Bernard Verley
- Le Jeune Werther de Jacques Doillon, avec Ismaël Jolé-Ménébhi, Faye Anastasie, Jessica Tharaud, Mirabelle Rousseau
- Ma saison préférée d'André Téchiné, avec Catherine Deneuve, Daniel Auteuil, Marthe Villalonga, Chiara Mastroianni
- Le Mari de Léon de Jean-Pierre Mocky, avec Jean-Pierre Mocky, Serge Riaboukine, Dora Doll, Lauren Grandt, Pascale Roberts
- L'Œil de Vichy de Claude Chabrol, film documentaire avec la voix de Michel Bouquet
- Profil bas de Claude Zidi, avec Patrick Bruel, Sandra Speichert, Didier Bezace, Jean Yanne
- Smoking / No Smoking de Alain Resnais, avec Pierre Arditi, Sabine Azéma
- La Soif de l'or de Gérard Oury, avec Christian Clavier, Tsilla Chelton, Catherine Jacob, Philippe Khorsand
- Tango de Patrice Leconte, avec Philippe Noiret, Richard Bohringer, Thierry Lhermitte, Carole Bouquet
- Un, deux, trois, soleil de Bertrand Blier, avec Anouk Grinberg, Myriam Boyer, Olivier Martinez, Jean-Michel Noirey
- Les Visiteurs de Jean-Marie Poiré, avec Christian Clavier, Jean Reno, Valérie Lemercier, Marie-Anne Chazel

## 1994
- Aux petits bonheurs de Michel Deville, avec Anémone, Xavier Beauvois, André Dussollier, Nicole Garcia
- Bonsoir  de Jean-Pierre Mocky, avec Michel Serrault, Jean-Claude Dreyfus, Claude Jade, Marie-Christine Barrault
- La Cité de la peur  de Alain Berbérian, avec Alain Chabat, Chantal Lauby, Dominique Farrugia, Gérard Darmon
- Du fond du cœur de Jacques Doillon, avec Anne Brochet, Benoît Régent, Hanns Zischler, Thibault de Montalembert
- L'Enfer de Claude Chabrol, avec François Cluzet, Emmanuelle Béart, Marc Lavoine, Nathalie Cardone
- Eugénie Grandet de Jean-Daniel Verhaeghe, avec Alexandra London, Jean Carmet, Dominique Labourier, Claude Jade
- Farinelli  de Gérard Corbiau, avec Stefano Dionisi, Enrico Lo Verso, Elsa Zylberstein, Jeroen Krabbé
- La Fille de d'Artagnan de Bertrand Tavernier, avec Sophie Marceau, Philippe Noiret, Claude Rich, Sami Frey
- Le Fils préféré  de Nicole Garcia, avec Gérard Lanvin, Bernard Giraudeau, Jean-Marc Barr, Roberto Herlitzka
- Grosse Fatigue de Michel Blanc, avec Michel Blanc, Carole Bouquet, Philippe Noiret, Josiane Balasko
- Un Indien dans la ville  de Hervé Palud, avec Thierry Lhermitte, Ludwig Briand, Patrick Timsit, Miou-Miou
- La Jeune Fille et la Mort de Roman Polanski, avec Sigourney Weaver, Ben Kingsley, Stuart Wilson
- Léon de Luc Besson, avec Jean Reno, Natalie Portman, Gary Oldman, Danny Aiello
- Le Parfum d'Yvonne de Patrice Leconte, avec Jean-Pierre Marielle, Hippolyte Girardot, Sandra Majani, Paul Guers
- Pas très catholique de Tonie Marshall, avec Anémone, Michel Roux, Roland Bertin, Christine Boisson
- Les Patriotes de Éric Rochant, avec Yvan Attal, Richard Masur, Yossi Banai, Nancy Allen, Bernard Le Coq
- Le Péril jeune de Cédric Klapisch
- Petits arrangements avec les morts de Pascale Ferran, avec Didier Sandre, Alexandre Zloto, Catherine Ferran, Didier Bezace
- Regarde les hommes tomber de Jacques Audiard, avec Jean-Louis Trintignant, Jean Yanne, Mathieu Kassovitz, Bulle Ogier
- La Reine Margot  de Patrice Chéreau, avec Isabelle Adjani, Daniel Auteuil, Jean-Hugues Anglade, Virna Lisi
- Les Roseaux sauvages de André Téchiné, avec Élodie Bouchez, Gaël Morel, Stéphane Rideau, Frédéric Gorny
- Le Sourire de Claude Miller, avec Jean-Pierre Marielle, Richard Bohringer, Emmanuelle Seigner, Chantal Banlier

## 1995
- À la vie, à la mort ! de Robert Guédiguian
- L'Âge des possibles de Pascale Ferran
- Ainsi soient-elles de Patrick Alessandrin et Lisa Alessandrin
- L'Amour conjugal de Benoît Barbier
- Les Anges gardiens de Jean-Marie Poiré
- L'Appât de Bertrand Tavernier
- Les Trois Frères de Didier Bourdon et Bernard Campan
- Aux Niçois qui mal y pensent de Catherine Breillat
- Raï de  Thomas Gilou
- Le bonheur est dans le pré de Étienne Chatiliez
- La Cité des enfants perdus de Jean-Pierre Jeunet et Marc Caro
- La Cérémonie de Claude Chabrol
- Deux fois cinquante ans de cinéma français de Jean-Luc Godard et Anne-Marie Miéville
- Élisa de Jean Becker
- Fantôme avec chauffeur  de Gérard Oury
- La Fille seule de Benoît Jacquot
- Gazon maudit de Josiane Balasko
- Guillaumet, les ailes du courage de Jean-Jacques Annaud
- La Haine de Mathieu Kassovitz
- Le Hussard sur le toit de Jean-Paul Rappeneau
- N'oublie pas que tu vas mourir de Xavier Beauvois
- Nelly et Monsieur Arnaud de Claude Sautet
- Noir comme le souvenir de Jean-Pierre Mocky
- Regarde les hommes tomber de Jacques Audiard
- Les Rendez-vous de Paris de Éric Rohmer

## 1996
- Anna Oz de Éric Rochant
- La Belle Verte de Coline Serreau
- Bernie de Albert Dupontel, avec Albert Dupontel, Claude Perron, Hélène Vincent, Roland Blanche
- Capitaine Conan de Bertrand Tavernier
- Chacun cherche son chat de Cédric Klapisch
- Comment je me suis disputé… (ma vie sexuelle) de Arnaud Desplechin
- Conte d'été de Éric Rohmer
- Crying Freeman de Christophe Gans
- Enfants de salaud de Tonie Marshall
- Le Fils de Gascogne de Pascal Aubier
- For Ever Mozart de Jean-Luc Godard
- Les Grands Ducs de Patrice Leconte
- Le Jaguar de Francis Veber
- Level Five de Chris Marker
- Microcosmos : Le Peuple de l'herbe de Claude Nuridsany
- Mon homme de Bertrand Blier
- Parfait Amour ! de Catherine Breillat
- Pédale douce de Gabriel Aghion
- Ponette de Jacques Doillon
- Ridicule de Patrice Leconte
- Tykho Moon d'Enki Bilal
- Un air de famille de Cédric Klapisch
- Un héros très discret de Jacques Audiard
- Les Voleurs de André Téchiné
- Y aura-t-il de la neige à Noël ? de Sandrine Veysset

## 1997
- Alliance cherche doigt de Jean-Pierre Mocky
- Arlette de Claude Zidi
- Le Cinquième Élément de Luc Besson
- Les Couloirs du temps : Les Visiteurs 2 de Jean-Marie Poiré
- Les Démons de Jésus de Bernie Bonvoisin
- La Divine Poursuite de Michel Deville
- Dobermann de Jan Kounen
- Lucie Aubrac  de Claude Berri
- Marius et Jeannette de Robert Guédiguian
- On connaît la chanson d'Alain Resnais
- Quatre Garçons pleins d'avenir de Jean-Paul Lilienfeld
- Rien ne va plus de Claude Chabrol
- Sept ans au Tibet de Jean-Jacques Annaud
- Le Septième Ciel de Benoît Jacquot
- La Vie de Jésus de Bruno Dumont
- Vive la République ! de Éric Rochant
- Western de Manuel Poirier

## 1998
- À la place du cœur de Robert Guédiguian avec Ariane Ascaride, Christine Brücher, Jean-Pierre Darroussin, Gérard Meylan
- À vendre de Laetitia Masson avec Sandrine Kiberlain, Sergio Castellitto, Jean-François Stévenin, Aurore Clément, Chiara Mastroianni
- Alice et Martin de André Téchiné avec Juliette Binoche, Alexis Loret, Mathieu Amalric, Carmen Maura
- Bimboland de Ariel Zeitoun avec Gérard Depardieu, Judith Godrèche, Aure Atika, Sophie Forte, Dany Boon
- Ceux qui m'aiment prendront le train de Patrice Chéreau  avec Jean-Louis Trintignant, Charles Berling, Valeria Bruni Tedeschi, Vincent Perez
- La Classe de neige de Claude Miller avec Clément Van Den Bergh, Emmanuelle Bercot, François Roy
- Le Comptoir de Sophie Tatischeff avec Mireille Perrier, Maurane, Christophe Odent, Jacques Penot
- Conte d'automne de Éric Rohmer avec Marie Rivière, Béatrice Romand, Alain Libolt, Didier Sandre, Alexia Portal
- Déjà mort de Olivier Dahan avec Romain Duris, Benoît Magimel, Zoé Félix, Yves Beneyton, Clément Sinbony
- Le Dîner de cons de Francis Veber avec Jacques Villeret, Thierry Lhermitte, Francis Huster, Daniel Prévost, Alexandra Vandernoot
- L'École de la chair de Benoît Jacquot avec Isabelle Huppert, Vincent Martinez, Vincent Lindon, Marthe Keller, Bernard Le Coq
- L'Éternité et Un Jour de Theo Angelópoulos avec  Bruno Ganz, Isabelle Renauld, Fabrizio Bentivoglio
- Jeanne et le Garçon formidable de Olivier Ducastel et Jacques Martineau avec Virginie Ledoyen, Mathieu Demy, Jacques Bonnaffé
- Lila Lili de Marie Vermillard avec Alexia Monduit, Geneviève Tenne, Simon Abkarian, Zinedine Soualem, Antoine Chappey
- Paparazzi de Alain Berberian avec  Vincent Lindon, Patrick Timsit, Catherine Frot, Nathalie Baye, Olivier Pagès
- Place Vendôme de Nicole Garcia avec Catherine Deneuve, Jean-Pierre Bacri, Emmanuelle Seigner, Jacques Dutronc, Bernard Fresson
- Le Plus Beau Pays du monde de Marcel Bluwal avec Claude Brasseur, Marianne Denicourt, Jean-Claude Adelin, Jacques Bonnaffé
- Le Radeau de la Méduse d'Iradj Azimi avec Jean Yanne, Daniel Mesguich, Claude Jade, Philippe Laudenbach, Alain Macé
- Riches, belles, etc. de Bunny Schpoliansky avec Lola Naymark, Claudia Cardinale, Marisa Berenson, Anouk Aimée, Gisèle Casadesus
- Robin des mers de Jean-Pierre Mocky  avec Roland Blanche, Jacques Legras, Pierre Caralp, Julie Van Horn, Jean-Pierre Mocky
- Sitcom de François Ozon avec Évelyne Dandry, François Marthouret, Marina de Van, Adrien de Van, Stéphane Rideau
- Taxi  de Gérard Pirès avec Samy Naceri, Frédéric Diefenthal, Marion Cotillard, Manuela Gourary, Bernard Farcy
- Trop (peu) d'amour de Jacques Doillon avec Lou Doillon, Jérémie Lippmann, Lambert Wilson
- Un grand cri d'amour de Josiane Balasko avec Richard Berry, Josiane Balasko, Daniel Ceccaldi, Daniel Prévost, Jean-Claude Bouillon
- Une chance sur deux de Patrice Leconte avec Jean-Paul Belmondo, Alain Delon, Vanessa Paradis, Michel Aumont, Éric Defosse
- Vidange de Jean-Pierre Mocky avec Marianne Basler, Jean-Pierre Mocky, Laurent Labasse, Michel Bertay
- La Vie rêvée des anges  de Érick Zonca avec Élodie Bouchez, Natacha Régnier, Grégoire Colin, Patrick Mercado, Jo Prestia

La vérité si je mens

## 1999
- Les Amants criminels de François Ozon
- Astérix et Obélix contre César de Claude Zidi
- Au cœur du mensonge de Claude Chabrol
- Ça commence aujourd'hui de Bertrand Tavernier
- La Débandade de Claude Berri
- La Fille sur le pont de Patrice Leconte
- Gouttes d'eau sur pierres brûlantes de François Ozon
- Jeanne d'Arc de Luc Besson
- La Maladie de Sachs de Michel Deville
- La Neuvième Porte de Roman Polanski
- Pas de scandale de Benoît Jacquot
- Petits Frères de Jacques Doillon
- Peut-être de Cédric Klapisch
- Rien sur Robert de Pascal Bonitzer
- Romance de Catherine Breillat
- Le Schpountz de Gérard Oury
- Le Temps retrouvé de Raoul Ruiz
- Vénus beauté (institut) de Tonie Marshall
- La vie ne me fait pas peur de Noémie Lvovsky